# Acrolophus griseus
Acrolophus griseus is een vlinder uit de familie van de echte motten (Tineidae). De wetenschappelijke naam van de soort is voor het eerst geldig gepubliceerd in 1887 door Walsingham.